# Alois Bergmann-Franken
Alois Bergmann-Franken (* 27. März 1897 als Alois Bergmann in Glattbach; † 16. März 1965 ebenda) war ein akademisch gebildeter deutscher Kunstmaler.

## Leben und Wirken
Alois Bergmann absolvierte von 1913 bis 1916 eine Lehre in der lithographischen Abteilung der Buntpapierfabrik Aschaffenburg und besuchte anschließend die Kunstgewerbeschule Mainz. 1921 bis 1927 studierte er an der Akademie der bildenden Künste München. 1924 erhielt er den Staatspreis der Akademie und war Meisterschüler (mit eigenem Atelier) bei den Professoren Carl Johann Becker-Gundahl, Franz Klemmer und Max Doerner, er erhielt Stipendien und Studienaufenthalte in Italien und Paris.
1928 heiratete er Friedel Siegmund, die ihm vier Kinder schenkte. 1931 fügte er seinem Namen den Zusatz Franken bei.
In den 1930er Jahren begann er im fränkischen Raum durch seine künstlerisches Wirken in den Kirchen bekannt zu werden. Er beherrschte die Freskotechnik, die Enkaustikmalerei, Temperamalerei und Ölmalerei.
Im Jahr 1954 wurde er Vorstand des Turnverein 1895 Glattbach e.V.
Bis 1965 entstanden über 40 Kreuzwegdarstellungen in Malerei und Mosaik, viele Fresken und Mosaiken in Kirchen in Unterfranken, Ölbilder, Aquarelle, Betonglasfenster, Holzschnitte und Madonnenskulpturen. 
Sein Wirken in der Diözese Würzburg ist bis dato noch ungenügend erforscht. Die Kirchen in Greßthal, Mainbernheim und Sennfeld weisen zwar schon architektonisch im Innenraum eine große Ähnlichkeit auf, aber durch die Werke von Bergmann-Franken ist diese Ähnlichkeit erst recht nicht zu verleugnen. Die Fresken prägen auf ganz eigene Weise die genannten Kirchenräume.
Sein Werk umfasst Tausende von Arbeiten; einige fiel dem Zeitgeist zum Opfer und wurden (Glattbacher Kirche, Kirche in Großwelzheim) übermalt. Die Darstellung des heiligen Martin am alten Krankenhaus in Aschaffenburg wurde durch Abriss des Gebäudes vernichtet. 
Auch sein Sohn Bruno Bergmann war bei einigen Arbeiten für kirchliche und private Gebäude künstlerisch beteiligt und hat auch nach dem Tod seines Vaters Restaurierungen an dessen Werken (insb. Mosaiken, Glasfenster an Gebäuden) vorgenommen.
Alois Bergmann-Franken starb am 16. März 1965 bei der Arbeit an einem Mosaik in der Glattbacher Schule und wurde im Friedhof seines Heimatorts beigesetzt.
Auf Initiative des Enkels Bernd Bergmann fand 2009 eine Sonderausstellung im Rathaus seiner Heimatgemeinde statt. Bei der Präsentation des Kunstvereins Glattbach zum 44. Todestag des Künstlers wurde nicht nur das Werk des Malers dokumentiert, sondern auch dessen Bedeutung in der Gegenwart; ausgestellt waren vor allem Bilder aus Privatbesitz.
Die Gemeinde Glattbach widmete ihm eine Straße. Mit einer Länge von rund 290 Metern verbindet sie die Straßen Hohlacker/Weihersgrund mit der Straße Am Stutz. In der direkten Umgebung befinden sich die Haltestellen zum öffentlichen Nahverkehr Weitzkaut, Hohlacker und Weihersgrund. Die Alois-Bergmann-Franken-Straße hat eine Nahverkehrsanbindung zum Bus (Linie 9 AVG).

## Werke von Alois Bergmann-Franken (bisher bekannt)
- Hausen (bei Aschaffenburg) Mosaike an 14 Stationen entlang des Kreuzweges vom Friedhof bis zur Herz-Jesu Kapelle und Fresko  in der Kapelle 1932
- Aschaffenburg Beckerstraße 2, Mosaik mit Aschaffenburger Architekturmotiven, junger Frau, Lautenspieler und dem Schriftsteller Julius Maria Becker
- Aschaffenburg Bertastr. 3 Christophoros (Sgraffito)
- Aschaffenburg Bohlenweg 14, Vier Jahreszeiten
- Aschaffenburg, Bohlenweg 23, Sonnenuhr der Tag mit Hahn und Eule
- Aschaffenburg Brentanostraße 23, Sgraffitoarbeiten: Frau und tanzende Kinder, scherender Schäfer mit Herde, Bauern bei der Kornernte, Tod auf einem Pferd mit den Kriegsfolgen Ruinen und Tod und  dazwischen unter einer geflügelten Sanduhr der Vers „Du aber wandelst ruhig die sich’re Bahn o Mutter Erd’ im Lichte!“ aus Friedrich Hölderlins Ode „Der Frieden“ sowie die Jahreszahl 1949, darunter die Werbeschrift „Malermeister Franz Staudt“
- Aschaffenburg, Dalbergstr. 16, St. Georg mit dem Drachen (Muschelkalkrelief)
- Aschaffenburg Dalbergstraße, Gustaf-Adolf, Einzug in Aschaffenburg, Dalbergmedaillon
- Aschaffenburg Dinglerstr. 38, Familienszene über der Eingangstüre (Sgraffito: drei reigentanzende Kinder, Mutter mit Kind auf dem Arm, säender Bauer)
- Aschaffenburg Fischergasse 22, Angler (Mosaik)
- Aschaffenburg Goethestraße 35, Fischer mit Netz (einfarbig bemalter Anstrich auf strukturierten Putzflächen): im Januar 2022 nicht mehr vorhanden; Fassade wurde neu verputzt.
- Aschaffenburg Kihnstraße, Porträt des Begründers des Spessartbundes Dr. med. Karl Kihn (Mosaik abgeschlagen und übermalt)
- Aschaffenburg Löherstraße 51, Hotel Wilder Mann, Wilder Mann und Fische (Mosaike)
- Aschaffenburg Ludwigstraße 17, (Mosaik)
- Aschaffenburg Metzgergasse 7, Theaterklause (Sgraffito)
- Aschaffenburg Untere Fischergasse 5, Sandschöpfer(Sgraffito) 1956
- Aschaffenburg Webergasse 6, Madonna mit Kind und Mondsichel (Sgraffito) am Pfarrhaus "zu Unserer lieben Frau", 1957
- Aschaffenburg Weißenburger Str. 52, abstrakte Motive in vier Brüstungsfeldern mit Loge der ehemaligen Druckerei Gesele (Mosaik)
- Aschaffenburg Wermbachstraße/Lamprechtstraße, St. Martin an der Fassade des alten städtisches Krankenhauses (abgerissen), verkleinerte Nachempfindung als Mosaik an Lamprechtstraße 2a von Bruno Bergmann, ca. 2006
- Aschaffenburg, Wittelsbacherring 11, Mann im antiken Gewand mit Lyra und Weinrebe (auf hellen Anstrich dunkel aufgemalt)
- Aschaffenburg Ziegelbergstraße 9, Architekt vor berufsbezogenem Motiv (Mosaik)

- Damm, Pfarrkirche St. Michael Ausmalung im neugotischen Stil 1927 (1944 durch Bomben zerstört)
- Damm ev. Pauluskirche – Zum Andenken an die Opfer des Krieges (Mosaik) 1956
- Damm Schillerschule, Schulstr. 39, Sonnenuhr mit Figuren (Sgraffito), vom Künstler benannt „Die Zeit eilt“
- Leider Leinreiterstraße 3, Leinreiterzug der Schiffe mainaufwärts (Mosaik)
- Schweinheim, Kreuzwegstationen am Erbig
- Strietwald, Madonna- und Josefsplastik in der Pfarrkirche St. Konrad
- Obernau, Christi Auferstehung Sgraffito in der alten Friedhofskapelle
- Egenhausen im Markt Werneck, Deckenfresken in der Pfarrkirche
- Glattbach, Kreuzweg in der neugotischen Pfarrkirche Mariä Himmelfahrt (übermalt)
- Greßthal, Altarbilder und Kreuzweg in der Pfarrkirche St. Bartholomäus[5]
- Großwelzheim, Altarfresko und Kreuzweg in der Pfarrkirche (beides nicht mehr vorhanden)[6]
- Haibach Ritter Reiner von Heydebach, Wandbild im Sitzungssaal des Rathauses (1950)
- Haibach Mosaik Hirsch ausgeführt an der Fassade der Gastwirtschaft Zum Hirschen von Thomas Först nach einem Entwurf von Alois Bergmann-Franken
- Leidersbach, Bilder an den Seitenaltären in der Pfarrkirche
- Mainberg, Kreuzwegstationen in der Kuratiekirche St. Michael  (1932)
- Mainbernheim, Fresko am Hochaltar und Marienaltar in der katholischen Pfarrkirche St. Johannes der Täufer
- Michelbach (Alzenau), Fresko am Chorbogen in der katholischen Pfarrkirche St. Laurentius (1932)
- Neunkirchen-Richelbach, Fresken in der Apsis der Bilhildiskirche
- Sennfeld, Altarfresken und Kreuzwegstationen in der Pfarrkirche St. Elisabeth (1932)
- Vasbühl, Altarbild: Madonna mit Bauernpaar im Hintergrund das Dorf Vasbühl (1939)
- Wasserlosen, Altarfresko in der Kuratiekirche
- Weibersbrunn Fassade des Pfarrheims in der Hauptstraße: Mosaik Heilige Familie[7]

### Ölgemälde/Holzschnitte/Aquarelle
- Götz von Berlichingens Bauern vor Aschaffenburg 1525 aus dem Jahr 1942[8]
- Alte Spessartmühle, Öl auf Holz[9]
- An der Aschaff bei Aschaffenburg, Öl auf Holz
- Besenmacher, Öl auf Holz
- Vorspessart bei Hain/Laufach, Öl auf Holz
- Don Quichote mit Sancho Pansa im Gespräch
- Bauernpaar sitzt im Heu, Holzschnitt (1939)
- Die alte Burg, Aquarell (um 1950, nach einer Skizze von Veit Hirschvogel  um 1540, Staatsbibliothek Bamberg)

### Illustrationen
- "Vom Main und vom Spessart" Mappe mit 12 Zeichnungen, 1940.
- Zu „Brüder Grimm Märchen. Auswahl“, Paul Pattloch Verlag Aschaffenburg 1949 (US-Zonen Control License No. US – E 114)
- Zum Kinderbuch „Godehard und Brunos Reise auf gar wunderbare Weise“ (1944), das er seinem Sohn Bruno, widmete. Die gereimten Texte stammen von Alois Müller aus Aschaffenburg. Die Erzählung schildert den Kreislauf des Wassers vom Himmel zur Erde[10].

## Ausstellungen
- Badischer Kunstverein mit Käthe Kollwitz, Theodor Schindler u. a.
- Nordbayerische Kunstausstellung Nürnberg,
- Städtisches Museum Aschaffenburg,
- Neue Residenz Bamberg,
- sowie Teilnahme an Ausstellungen in Würzburg, Frankfurt, Stuttgart, Regensburg, Berlin, Pforzheim und Salzburg,
- Öffentliche Aufträge insbesondere für Kirchen in Unterfranken, Farbwerke Hoechst, Nassauische Heimstätte Frankfurt/Main, Stadt Hanau und private Sammlungen.